# Tippelprostitutie in Dortmund
Dit artikel geeft een overzicht van de tippelprostitutie in Dortmund.

## Verplaatsing tippelzone in 2001

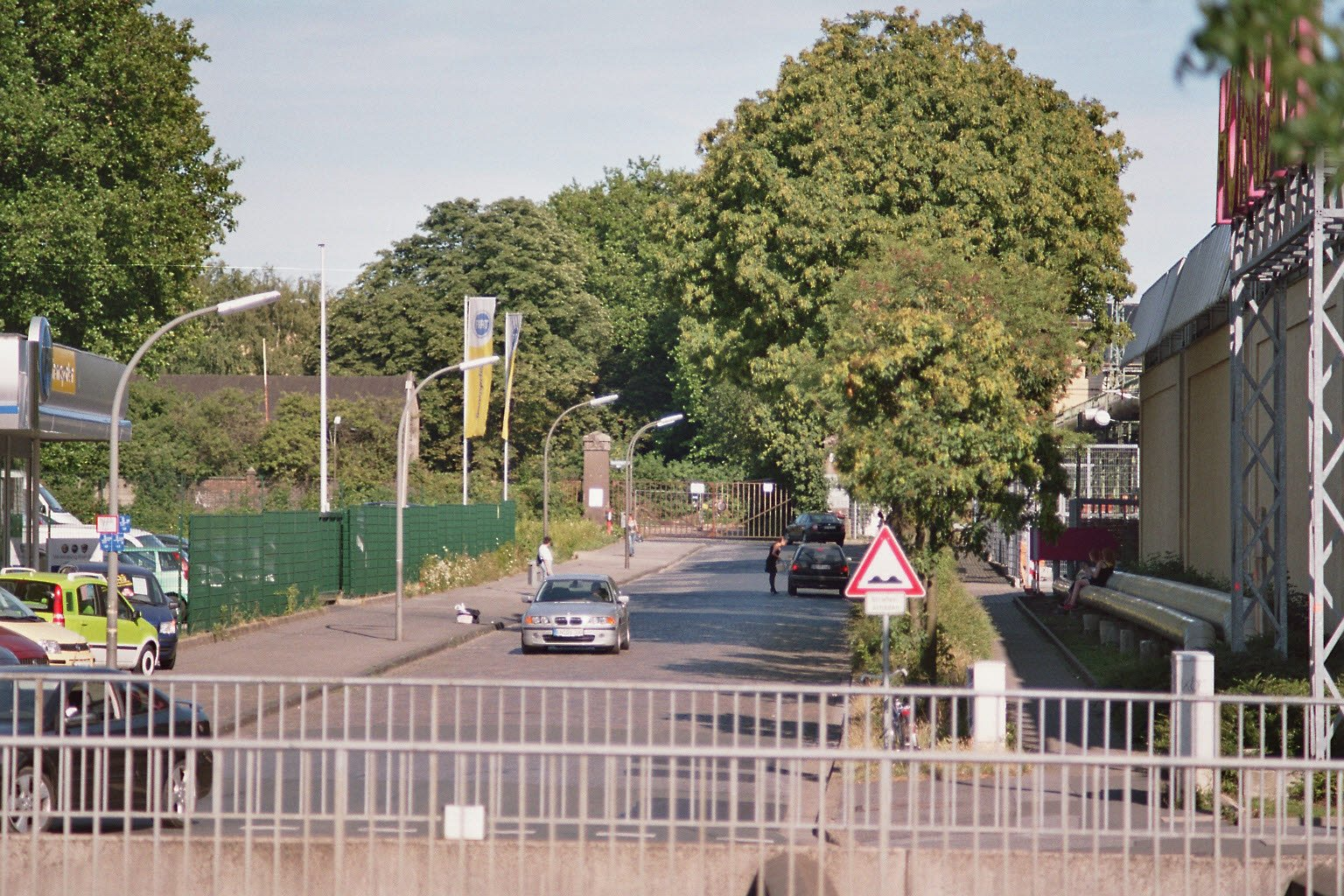
Mindener Straße op de Dortmunder tippelzone, op een industrieterrein in binnenstad-noord. (foto 2006)

Nadat een vroegere tippelzone zich bevond in de omgeving Nordstraße in stadsdeel Innenstadt-Nord, is die zone in 2001 verplaatst naar de Ravensberger Straße, op een industrieterrein in hetzelfde stadsdeel.
Korte tijd later werd deze zone uitgebreid met de aangrenzende straten Bornstraße, Mindener Straße en Juliusstraße.

## Hulp- en adviescentrum
Sinds 2001 is er een ‘advies- en communicatiecentrum’ voor de prostituees op de zone, genaamd KOBER, dat zich richt op “hulp en advies voor vrouwen die in de prostitutie werken, werkten, of daar niet langer in willen werken”.
Dit centrum wordt georganiseerd en geleid door de Sozialdienst katholischer Frauen (SkF): een grote landelijke liefdadigheidsorganisatie die zich sinds 1899 richt op hulpverlening aan vrouwen in noodsituaties, gegeven door vrouwen. De vijf vrouwen die KOBER parttime bemannen, worden echter voor 57% betaald door het gemeentebestuur en voor 43% door het Bundesland. Sinds mei 2009 is er bovendien een Bulgaarse tolk ter ondersteuning.
Aangezien de vijf medewerksters van KOBER ook een adviescentrum en een café in de rosse buurt aan de Nordstraße draaiende houden is KOBER feitelijk slechts enkele uren per dag open, en in het weekend helemaal niet.
Nadat KOBER achtereenvolgens gehuisvest was geweest in een Volkswagenbusje, een bouwcontainer en een woonwagen van 60 m², kon het rond 1 maart 2010 een gloednieuwe barak van 100 m² in gebruik nemen. Daarin bevinden zich een verblijfsruimte met keuken en eettafels en bar, een dokterskamer, toiletten en een douche.

## Afwerkboxen, klandizie
De tippelzone kent ook afwerkboxen.
Op drukke tijden werken zo’n 150 prostituees op de zone, jaarlijks werken zo’n 600 verschillende vrouwen op de zone. Dagelijks bezoeken zo’n 1000 klanten de zone.

## Voetnoten
1. 1 2 3  Information, Lage und Umgebung Strassenstrich Dortmund, strassenstrich-dortmund.de, 8 maart 2010. Geraadpleegd 16 maart 2010.
2. 1 2 3 4 5 6 7 8  Anstoßen auf den neuen Container für Prostituierte, DerWesten.de, 2 maart 2010. Geraadpleegd 16 maart 2010.
3. ↑  Hilfen für Frauen auf dem Dortmunder Straßenstrich.[dode link] Frauenbüro Dortmund, op de officiële website van de stad, dortmund.de. Geraadpleegd 16 maart 2010.
4. 1 2 3 4  Ruf nach Strich-Steuer und Prostituierten-Klo, DerWesten.de, WAZ NewMedia GmbH, Essen; 10 febr. 2010. Geraadpleegd 16 maart 2010.
5. ↑  Dortmund: Straßenstrich mit katastrophalen Zuständen. ShortNews.de, ShortNews GmbH, Regensburg; 11 feb 2010. Geraadpleegd 16 maart 2010.